# 德爾伯特·雷·富爾克森
德爾伯特·雷·富爾克森（英語：Delbert Ray Fulkerson，/ˈfʌlkərsən/，1924年8月14日—1976年1月10日）是一名美國數學家，他與小萊斯特·倫道夫·福特共同開發福特-富爾克森算法，這是解決網路中最大流問題的最著名的算法之一。

## 早年生活和教育
富爾克森出生於伊利諾州塔姆斯，是埃爾伯特·富爾克森（Elbert Fulkerson）和艾瑪·富爾克森（Emma Fulkerson）六個孩子中的第三個。富爾克森成為南伊利諾大學的一名本科生。他的學術生涯因二戰期間的軍事服務而中斷。戰後他回來完成了他的學位，繼續在威斯康辛大學麥迪遜分校攻讀數學博士，師從賽勒斯·科爾頓·麥克達菲，伦纳德·尤金·迪克森的學生。富爾克森於1951年獲得博士學位。

## 職業生涯
畢業後，富爾克森加入蘭德公司的數學部門。1956年，他和小萊斯特·倫道夫·福特發表了福特-富爾克森算法。1962年，他們製作了一本關於他們的方法的長篇描述。
富爾克森是蘭德公司的強·福克曼的主管。1969年福克曼自殺後，富爾克森責怪自己沒有注意到福克曼的自殺行為。
1971年，富爾克森到康乃爾大學擔任馬克士威·厄普森工程教授。他被診斷出患有克隆氏症，在教學方面受到限制。在絕望中，他於1976年自殺，享年51歲。
1979年，著名的富爾克森獎成立，現在每三年一次由數學程式設計協會和美國數學學會聯合頒發給離散數學的傑出論文。

## 外部連結
- Delbert Ray Fulkerson prize （页面存档备份，存于）
- Fulkerson biography at Cornell （页面存档备份，存于）
- Delbert Ray Fulkerson在數學譜系計畫的資料。
- Biography of D. R. Fulkerson （页面存档备份，存于） from the Institute for Operations Research and the Management Sciences